# Guido Ubaldo Abbatini
Guido Ubaldo Abbatini (1600 Città di Castello – 1656 Řím) byl italský barokní malíř a mozaikář. Jeho učiteli byli Gian Lorenzo Bernini a Giuseppe Cesari. Později pracoval pod Pietrem da Cortonou a pod Giovannem Romanellim.
Berninimu pomáhal vytvářet Fontánu čtyř řek, výzdobu ve výklenkové kapli v římském kostele Panny Marie Vítězné a výzdobu v římském kostele svatého Augustina.
Romanellimu pomáhal vytvářet ve Vatikánu výjevy ze života Matyldy Toskánské.